# 1990-es jégkorong-világbajnokság
Az 1990-es jégkorong-világbajnokság az 54. világbajnokság volt, amelyet a Nemzetközi Jégkorongszövetség szervezett. A vb-ken a csapatok négy szinten vettek részt. A világbajnokságok végeredményei alapján alakult ki az 1991-es jégkorong-világbajnokság csoportjainak mezőnye.

## A csoport
1–8. helyezettek
- Szovjetunió – Világbajnok
- Svédország
- Csehszlovákia
- Kanada
- Egyesült Államok
- Finnország
- NSZK
- Norvégia – Kiesett a B csoportba

## B csoport
9–16. helyezettek
- Svájc – Feljutott az A csoportba
- Olaszország
- Ausztria
- Franciaország
- NDK
- Lengyelország
- Japán
- Hollandia

A B csoportból az NDK került ki, mert Németország újraegyesítése miatt megszűnt az NDK válogatott.

## C csoport
17–25. helyezettek
- Jugoszlávia – Feljutott a B csoportba
- Dánia
- Kína
- Románia
- Észak-Korea
- Bulgária
- Magyarország
- Belgium
- Dél-Korea

1991-ben nem volt D csoportos világbajnokság, ezért egyik csapat sem esett ki.

## D csoport
26–28. helyezettek
- Nagy-Britannia
- Dánia
- Kína

1991-ben nem volt D csoportos világbajnokság, ezért mindegyik csapatot a C csoportba rangsorolták.